# Karashen
Karashen (in armeno Քարաշեն) è un comune di 640 abitanti (2010) della Provincia di Syunik in Armenia.